# Nicholas Lawrence
Nicholas (Nick) Lawrence (Kaapstad, 29 oktober 1980) is een Zuid-Afrikaanse golfprofessional die actief is op de Sunshine Tour en de Europese PGA Tour.

## Loopbaan
In 2001 werd Lawrence een golfprofessional en hij debuteerde in het seizoen 2001/02 van de Sunshine Tour. Tijdens zijn debuutseizoen behaalde Lawrence zijn eerste profzege door The Tour Championship, het laatste golftoernooi van het seizoen, te winnen. Hij was af en toe actief op de Europese PGA Tour, maar behaalde daar geen successen.

## Prestaties

### Professional
Sunshine Tour
| Nr. | Datum            | Toernooi              | Score           | Score | Info  |
| --- | ---------------- | --------------------- | --------------- | ----- | ----- |
| 1   | 17 februari 2002 | The Tour Championship | 68+68+67+71=274 | –14   | [ 1 ] |